# Bernard Dupraz
Bernard Dupraz, né le 14 août 1955, est le délégué à la sûreté nucléaire et à la radioprotection pour les activités et installations intéressant la Défense, de sa nomination le 5 mai 2011 par décret du président de la République Nicolas Sarkozy , en remplacement de Marcel Jurien de la Gravière, à son remplacement par Alain Guillemette le 1er juin 2016.

## Parcours professionnel
Ancien élève de l'École polytechnique et de l'École des mines de Paris, il commence sa carrière en 1980 au bureau de contrôle de la construction nucléaire au ministère de l'Industrie.
En 1986, il intègre EDF en tant que directeur de la maintenance à la centrale nucléaire de Gravelines. En 1989, il devient directeur de la centrale nucléaire de Cattenom.
En 1999, il devient directeur de la division ingénierie et services d'EDF, puis directeur délégué de la branche production et ingénierie d'EDF en 2002 et conduit le développement du réacteur nucléaire EPR.
Il a rempli de 2004 à 2010 les fonctions de directeur général adjoint d'EDF chargé des activités production et ingénierie, poste auquel lui a succédé Hervé Machenaud.

## Mandats sociaux
- Membre du comité exécutif d'EDF
- Membre du Comité de l'énergie atomique du Commissariat à l'énergie atomique et aux énergies alternatives (CEA)
- Membre du conseil d'administration de l'IRSN